# Trophodeinus pygmaeus
Trophodeinus pygmaeus är en tvåvingeart som beskrevs av Borgmeier 1962. Trophodeinus pygmaeus ingår i släktet Trophodeinus och familjen puckelflugor.
Artens utbredningsområde är Michigan. Inga underarter finns listade i Catalogue of Life.